# Папирус Ахмеса

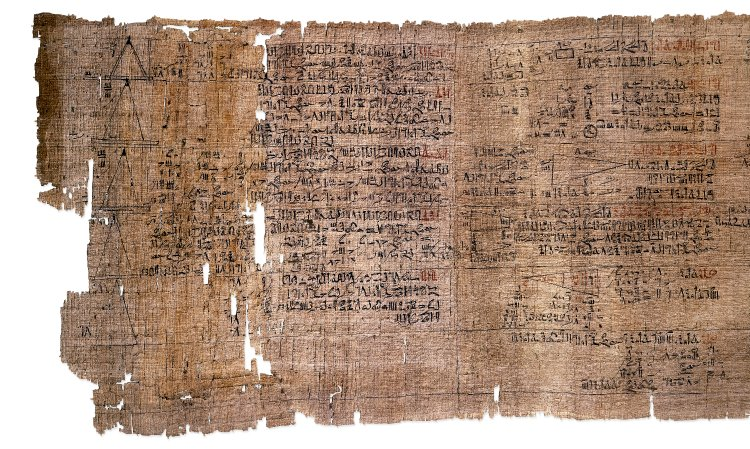
Часть папируса Ахмеса

Математический папирус Ахмеса (также известен как  папирус Ринда или папирус Райнда) — древнеегипетское учебное руководство по арифметике и геометрии периода XII династии Среднего царства (1985—1795 гг. до н. э.), переписанное в 33 год правления царя Апопи (ок. 1550 г. до н. э.) писцом по имени Ахмес на свиток папируса. Отдельные исследователи[кто?] предполагают, что папирус времен XII династии мог быть составлен на основании ещё более древнего текста III тысячелетия до н. э. Язык: среднеегипетский, письменность: иератическое письмо.
Папирус Ахмеса был обнаружен в 1858 году в Фивах и часто называется папирусом Ринда (Райнда) по имени его первого владельца. 
В 1887 году папирус был расшифрован, переведён и издан Г. Робинсоном и К. Шьютом. 
Ныне большая часть рукописи находится в Британском музее. Она состоит из двух частей: BM 10057  (32 см ×  295,5 cм) и BM 10058  (32 см ×  199,5 cм). Между ними должен быть кусок примерно 18 см длиной, который был утерян. Некоторые фрагменты, которые частично заполняют этот промежуток, были обнаружены в 1922 году в музее Нью-Йоркского исторического общества.

## Характеристика задач
Папирус Ахмеса включает условия и решения 84 задач и является наиболее полным египетским задачником, дошедшим до наших дней. Московский математический папирус, находящийся в Государственном музее изобразительных искусств имени А. С. Пушкина, уступает папирусу Ахмеса по полноте (он состоит из 25 задач), но превосходит его по возрасту.
Во вступительной части папируса Ахмеса объясняется, что он посвящён «совершенному и основательному исследованию всех вещей, пониманию их сущности, познанию их тайн». Все задачи, приведённые в тексте, имеют в той или другой степени практический характер и могли быть применены в строительстве, размежевании земельных наделов и других сферах жизни и производства. По преимуществу это задачи на нахождение площадей треугольника, четырёхугольников и круга, разнообразные действия с целыми числами и аликвотными дробями, пропорциональное деление, нахождение отношений. Для решения многих из них вырабатывались общие правила.
Вместе с тем, в папирусе есть целый ряд свидетельств того, что математика в Древнем Египте переросла исключительно практическую стадию и приобрела теоретический характер. Так, египетские математики умели брать корень и возводить в степень, были знакомы с арифметической и геометрической прогрессией (одна из задач папируса Ахмеса сводится к нахождению суммы членов геометрической прогрессии). Множество задач, сводящихся к решению уравнений (в том числе квадратных) с одним неизвестным, связаны употреблением специального иероглифа «множество» (аналога латинского {\displaystyle x}, традиционно употребляемого в современной алгебре) для обозначения неизвестного, что указывает на оформление зачатков алгебры.
Папирус Ахмеса, как и Московский математический папирус, показывает, что древние египтяне с лёгкостью справлялись с измерением площади треугольника и относительно точно определяли приближение числа {\displaystyle \pi }, {\displaystyle {\frac {256}{81}}\approx 3,16}, тогда как на всём Древнем Ближнем Востоке оно считалось равным трём. Однако папирус свидетельствует и о недостатках египетской математики. Например, площадь произвольного четырёхугольника в них вычисляется перемножением полусумм длин двух пар противоположных сторон {\displaystyle {\frac {a+c}{2}}\cdot {\frac {b+d}{2}}}, что верно только в частных случаях (например в прямоугольнике). Для трапеции эта формула неверна, но египтяне знали и пользовались правильной формулой. Кроме того, обращает на себя внимание и то обстоятельство, что египетский математик пользуется только аликвотными дробями (вида {\displaystyle {\frac {1}{n}}}, где {\displaystyle n} — натуральное число). В других случаях дробь вида {\displaystyle {\frac {m}{n}}} заменялась произведением числа {\displaystyle m} и аликвотной дроби {\displaystyle {\frac {1}{n}}}, что зачастую усложняло вычисления, хотя в отдельных случаях могло и облегчить их.

## Особенности египетской арифметики. Основные термины

### Египетские термины для арифметических действий
Египтяне выполняли умножение и деление через сумму, удвоение и деление пополам. Вычитание выполнялось дополнением вычитаемого до уменьшаемого. Для обозначения всех указанных действий в египетском языке использовался один глагол wAH 
| V29 | V28 | Y1 |

 (условно читается «вах» или «уах» и означает «класть»; «продолжать» и т. п.).
Для обозначения результата действий с числами использовался глагол xpr 
| xpr | r |

 (условно читается «хепер», означает «появляться») или существительное dmD 
| d · S23 | m | D | Y1 |

 (условно читается «демедж», означает «итого»).

Искомое число обозначалось существительным aHa 
| P6 | a · M44 | Y1 · Z2 |

 (условно читается «аха», означает «число», «множество»).

### Арифметические действия
Перед тем как оценить математические методы египтян, надо рассказать об особенностях их мышления. Они хорошо выражены в следующем высказывании: «Несмотря на то, что греки приписывали египтянам мудрость философов, ни один народ не испытывал такого отвращения к отвлеченным размышлениям и не был так чистосердечно предан материальным интересам, как египтяне». Из всех наук это утверждение больше всего подходит к математике египтян. Египтянин не говорит и не думает о числе «восемь» как об абстрактном числе, он думает о восьми хлебах или восьми овцах. Он вычисляет наклон стороны пирамиды вовсе не потому, что это интересно, а потому, что ему нужно объяснить каменщику, каким образом надо будет обтесывать камень (т. н. «священный угол» в 52 градуса — это предельная величина, на которой известняковая облицовка не срывается со ступеней пирамиды под собственным весом). Если он раскладывает {\displaystyle {\frac {2}{13}}} на {\displaystyle {\frac {1}{8}}+{\frac {1}{52}}+{\frac {1}{104}}}, то вовсе не потому, что это ему нравится, а просто потому, что рано или поздно он встретится с дробью {\displaystyle {\frac {2}{13}}} при сложении, а поскольку он не знает, как складывать дроби, чей числитель больше единицы, ему потребуется приведенное выше разложение.
Поскольку древние египтяне ещё не знали таблицу умножения, все вычисления были крайне громоздкими и производились в несколько этапов. Для выполнения таких операций как умножение или деление использовался следующий метод:

#### Умножение
- Например, 22 х 60 = ?

1. Сначала записывался такой ряд чисел, что каждое последующее число получалось путём удвоения предыдущего, например: 1, 2, 4, 8, 16 … Для некоторых задач для упрощения счета первый ряд чисел мог начинаться с числа, отличного от единицы, однако принцип удвоения предыдущего числа для образования последующего сохранялся.
2. Напротив единицы писалось наибольшее число из множества (в нашем примере это число 60), далее с этим числом создавалась такая же прогрессия, так что каждое последующее число получалось удвоением предыдущего. Такой ряд чисел записывался напротив первого. Соответственно, напротив 2 писалось 120 (то есть 60 х 2), напротив 4 — 240 (то есть 120 х 2), напротив 8 — 480 (то есть 240 х 2), напротив 16 — 960 (то есть 480 х 2) …
3. Наименьшее число (в нашем примере 22) разлагалось на минимальное количество чисел из первого ряда (1, 2, 4, 8, 16 …). С этой целью сначала бралось число, наиболее близкое по значению к 22, это 16, с остатком производилось аналогичное действие: 22 — 16 = 6, число из первого ряда, наиболее близкое по значение к 6 — 4, и т. д., пока сумма выбранных из первого ряда чисел не равнялась 22, то есть наименьшему в множестве числу. Получаем: 22 = 16 + 4 + 2.
4. Затем выбирались числа из второго ряда, которые стояли напротив выбранных нами ранее чисел из первого ряда. Из первого ряда мы выбрали 16, 4 и 2, во втором ряду им соответствуют числа 960, 240 и 120.
5. Произведение чисел 22 и 60 равнялось сумме выбранных чисел из второго ряда, то есть 960 + 240 + 120 = 1320.

#### Деление
- Например, 30/20 = ?

1. Сначала записывался такой ряд чисел, что каждое последующее число получалось путём удвоения предыдущего, например: 1, 2, 4 … Для некоторых задач для упрощения счета первый ряд чисел мог начинаться с числа, отличного от единицы, однако принцип удвоения предыдущего числа для образования последующего сохранялся.
2. Напротив единицы писалось наименьшее число, в нашем случае это 20, далее с этим числом создавалась такая же прогрессия, так что каждое последующее число получалось удвоением предыдущего. Такой ряд чисел записывался напротив первого. Соответственно, напротив 2 писалось 40 (то есть 20 х 2), напротив 4 — 80 (то есть 40 х 2) …
3. Выбиралось такое число из второго ряда, которое было наиболее близко по значению к 30, то есть наибольшему числу в нашем примере. Это 20.
4. Числу 20 в первом ряду соответствовала цифра 1. Эти цифры запоминались.
5. Поскольку 30 было больше чем 20 и меньше, чем 40 (то есть сумма значений цифр из второго ряда не давала 30), далее использовалось деление пополам.
6. Для этого записывался такой ряд чисел, начиная с 1/2, что каждое последующее число было в два раза меньше предыдущего: 1/2, 1/4, 1/8 … Для других примеров могла быть использована другая дробь, однако принцип деления пополам предыдущего числа для образования последующего сохранялся.
7. Напротив 1/2 писалась половина наименьшего числа (так как если бы дробь умножалась на число), в нашем случае 20/2 = 10, далее с этим числом создавалась такая же прогрессия, так что каждое последующее число было в два раза меньше предыдущего. Такой ряд чисел записывался напротив первого. Соответственно, напротив 1/4 писалось 5 (то есть 10/2) … Если делить дальше было нельзя (во втором ряду должны быть только целые числа!), то при необходимости (если решение ещё не было найдено) составлялся новый аналогичный ряд с использованием таких же или других дробей (например, 5 нельзя было разделить на 2, но можно было разделить на 5), пока числа из второго ряда не выбирали остаток суммы до большего по условию задачи числа.
8. Далее необходимо было найти такое минимальное количество чисел из второго ряда, которое в сумме с ранее найденным числом 20 давали бы 30, то есть наибольшее число в нашем примере. Это число 10 (20 + 10 = 30).
9. Числу 10 из второго ряда соответствовала дробь 1/2 из первого ряда.
10. Отношение 30 к 20 равнялось сумме выбранных чисел из первого ряда, то есть 1 + 1/2 (=1,5)

Деление не всегда было связано с поиском дробных чисел, в этом случае подбиралось минимальное количество чисел из второго ряда, которое в сумме давало бы наибольшее данное по условиям задачи число, а решением задачи в этом случае была бы сумма соответствующих им чисел из первого ряда.

#### Дополнительные действия
1. Иногда наряду с удвоением и деление пополам использовалось умножение и деление на 5 и на 10, а также на 50, 100 и т. д. (как свойство десятичной системы измерений).
2. При операциях с дробями использовались канонические разложения дробей типа 2/n (их полагалось знать наизусть, так как они использовались очень часто, например 1/3 + 1/3 = 1/2 + 1/6; 1/9 + 1/9 = 1/6 + 1/18 и т. д.), а также метод «красного числа» (дополнительные числа, добавляемые к дроби для приведения её к аликвотной форме, писались красными чернилами). Этот метод использовался для больших дробей.[6] en:Red auxiliary number Например, 2/43 необходимо было выразить суммой аликвотных дробей (так как древние египтяне использовали только дроби с числителем, равным единице). Для этого числитель и знаменатель умножались на 42 (то есть 43 — 1), получалось 84/1806. Используя тот же метод, как при умножении или делении, определялись и записывались красными чернилами числа, кратные знаменателю (1806): 43, 42, 21, 14, 7, 6, 4, 3, 2, 1, далее выбиралось минимальное количество таких красных чисел, так чтобы их сумма была равна числителю (84), это 43, 21, 14 и 6. Наконец, дробь 2/43 записывалась как (43 + 21 + 14 + 6)/1806 = 43/1806 + 21/1806 + 14/1806 + 6/1806 = 1/42 + 1/86 + 1/129 + 1/301. Разложение было закончено.

#### Египетские дроби
Египетские дроби передавались предлогом r, который выражает отношение. Иероглифически этот предлог передавался знаком 
| r |

 Например, {\displaystyle {\frac {1}{4}}} писалась следующим образом: 
| r · Z1 · Z1 · Z1 · Z1 |

 Египетские дроби были аликвотными. В порядке исключения у древних египтян было два символа для обозначения дробей {\displaystyle {\frac {3}{4}}} и {\displaystyle {\frac {2}{3}}}: 
| D23 |

 и 
| D22 |

 соответственно.
| 2/3 = 1/2 + 1/6     | 2/5 = 1/3 + 1/15                      | 2/7 = 1/4 + 1/28                    |
| 2/9 = 1/6 + 1/18    | 2/11 = 1/6 + 1/66                     | 2/13 = 1/8 + 1/52 + 1/104           |
| 2/15 = 1/10 + 1/30  | 2/17 = 1/12 + 1/51 + 1/68             | 2/19 = 1/12 + 1/76 + 1/114          |
| 2/21= 1/14 + 1/42   | 2/23 = 1/12 + 1/276                   | 2/25 = 1/15 + 1/75                  |
| 2/27 = 1/18 + 1/54  | 2/29 = 1/24 + 1/58 + 1/174 + 1/232    | 2/31 = 1/20 + 1/124 + 1/155         |
| 2/33 = 1/22 + 1/66  | 2/35 = 1/30 + 1/42                    | 2/37 = 1/24 + 1/111 + 1/296         |
| 2/39 = 1/26 + 1/78  | 2/41 = 1/24 + 1/246 + 1/328           | 2/43 = 1/42 + 1/86 + 1/129 + 1/301  |
| 2/45 = 1/30 + 1/90  | 2/47 = 1/30 + 1/141 + 1/470           | 2/49 = 1/28 + 1/196                 |
| 2/51 = 1/34 + 1/102 | 2/53 = 1/30 + 1/318 + 1/795           | 2/55 = 1/30 + 1/330                 |
| 2/57 = 1/38 + 1/114 | 2/59 = 1/36 + 1/236 + 1/531           | 2/61 = 1/40 + 1/244 + 1/488 + 1/610 |
| 2/63 = 1/42 + 1/126 | 2/65 = 1/39 + 1/195                   | 2/67 = 1/40 + 1/335 + 1/536         |
| 2/69 = 1/46 + 1/138 | 2/71 = 1/40 + 1/568 + 1/710           | 2/73 = 1/60 + 1/219 + 1/292 + 1/365 |
| 2/75 = 1/50 + 1/150 | 2/77 = 1/44 + 1/308                   | 2/79 = 1/60 + 1/237 + 1/316 + 1/790 |
| 2/81 = 1/54 + 1/162 | 2/83 = 1/60 + 1/332 + 1/415 + 1/498   | 2/85 = 1/51 + 1/255                 |
| 2/87 = 1/58 + 1/174 | 2/89 = 1/60 + 1/356 + 1/534 + 1/890   | 2/91 = 1/70 + 1/130                 |
| 2/93 = 1/62 + 1/186 | 2/95 = 1/60 + 1/380 + 1/570           | 2/97 = 1/56 + 1/679 + 1/776         |
| 2/99 = 1/66 + 1/198 | 2/101 = 1/101 + 1/202 + 1/303 + 1/606 |                                     |

Ход сложения дробей не отличался от современного способа приведения их к общему знаменателю. Результат умножения на больший из имеющихся знаменателей писался под дробью красными чернилами, при этом не обязательно должны были получаться целые числа. Затем результат складывался.

## Задачи

### Задачи № 1-6
Необходимо разделить между 10 людьми 1, 2, 6, 7, 8, 9 хлебов.
Так как древнеегипетские дроби были аликвотными, то все дроби, у которых числитель больше 1 (кроме исключений), выражались как сумма дробей с 1 в числителе.
Используя рассуждения в папирусе, получим следующие решения:
1. 1/10=1/10, то есть, чтобы разделить между 10 людьми 1 хлеб, нужно разделить его на 10 частей и дать каждому по одной.
2. 2/10=1/5, то есть, чтобы разделить между 10 людьми 2 хлеба, нужно разделить каждый хлеб на 5 частей и дать каждому по одной.
3. 6/10=1/2+1/10, то есть, нужно разделить 5 хлебов пополам, и дать каждому по половине, а затем разделить оставшийся хлеб на 10 частей и дать каждому по одной.
4. 7/10=2/3+1/30, то есть, нужно сначала каждый хлеб разделить на 3 части, и дать каждому по две, а затем, разделить оставшуюся треть на 10 частей и дать каждому по одной.
5. 8/10=2/3+1/10+1/30, то есть, нужно сначала разделить 7 хлебов на 3 части и дать каждому по две, затем, разделить оставшийся хлеб на 10 частей и дать каждому по одной, затем, разделить оставшуюся треть на 10 частей и дать каждому по одной.
6. 9/10=2/3+1/5+1/30, то есть, нужно разделить 7 хлебов на 3 части, и дать каждому по две, затем, разделить оставшиеся 2 хлеба на пять частей каждый и дать каждому по одной, затем, нужно разделить оставшуюся треть на 10 частей и дать каждому по одной[источник не указан 3011 дней].

### Задача № R26
Неизвестное число (aHa) складывается с 1/4, которое также содержит aHa, и получается 15, то есть {\displaystyle x+{\frac {1}{4}}\cdot x=15.}
Первый шаг: древний математик подставляет вместо «х» 4. Очевидно, что это число не подходит для решения, {\displaystyle 4+{\frac {1}{4}}\cdot 4\not =15} :
| ✔ | 1       | 4 |
| ✔ | 1/4     | 1 |
|   |         |   |
|   | 1 + 1/4 | 5 |

Результат: 5.
Второй шаг: Мы в первом шаге получили вместо 15 только 5. Какая связь между этими двумя числами ?
| ✔ | 1 | 5  |
| ✔ | 2 | 10 |
|   |   |    |
|   | 3 | 15 |

Если умножить 5 на 3, получается 15. Перемножим взятое произвольно число «4» и полученное нами число «3», так мы получим искомое aHa , то есть 4 х 3 = aHa.
Третий шаг: вычислим 4 x 3 :
|   | 1 | 3  |
|   | 2 | 6  |
| ✔ | 4 | 12 |
|   |   |    |
|   | 4 | 12 |

Ответ: 12.
Четвёртый шаг: Проверим результаты наших вычислений, то есть {\displaystyle 12+{\frac {1}{4}}\cdot 12=15.}
| ✔ | 1       | 12 |
| ✔ | 1/4     | 3  |
|   |         |    |
|   | 1 + 1/4 | 15 |

Искомое число aHa равно 12.

### Задача № R44
Задача № R44 свидетельствует, что египтяне знали формулу для нахождения объёма прямоугольного параллелепипеда: {\displaystyle V=L\cdot S\cdot H,} где L, S и H соответственно длина, ширина и высота.
«Пример вычисления объёма квадратного хлебного амбара. Его длина 10, ширина 10 и высота 10. Сколько вместится зерна? Умножьте 10 на 10. Это 100. Умножьте 100 на 10. Это 1000. Возьмите половину от 1000, то есть 500. Это 1500. Вы получили количество в мешках. Умножьте 1/20 на 1500. Вы получите 75. Переведите это количество зерна в хекаты (то есть умножьте на 100) и вы получите ответ — 7500 хекат зерна».
 Один мешок или «хар» был равен равен 75,56 л и состоял из 10 хекатов.

### Задача № R48
|   | 1 | 8 сечат   |
|   | 2 | 16 сечат  |
|   | 4 | 32 сечата |
| ✔ | 8 | 64 сечата |

и
| ✔ | 1 | 9 сечат   |
|   | 2 | 18 сечат  |
|   | 4 | 36 сечат  |
| ✔ | 8 | 72 сечата |
|   |   |           |
|   |   | 81        |

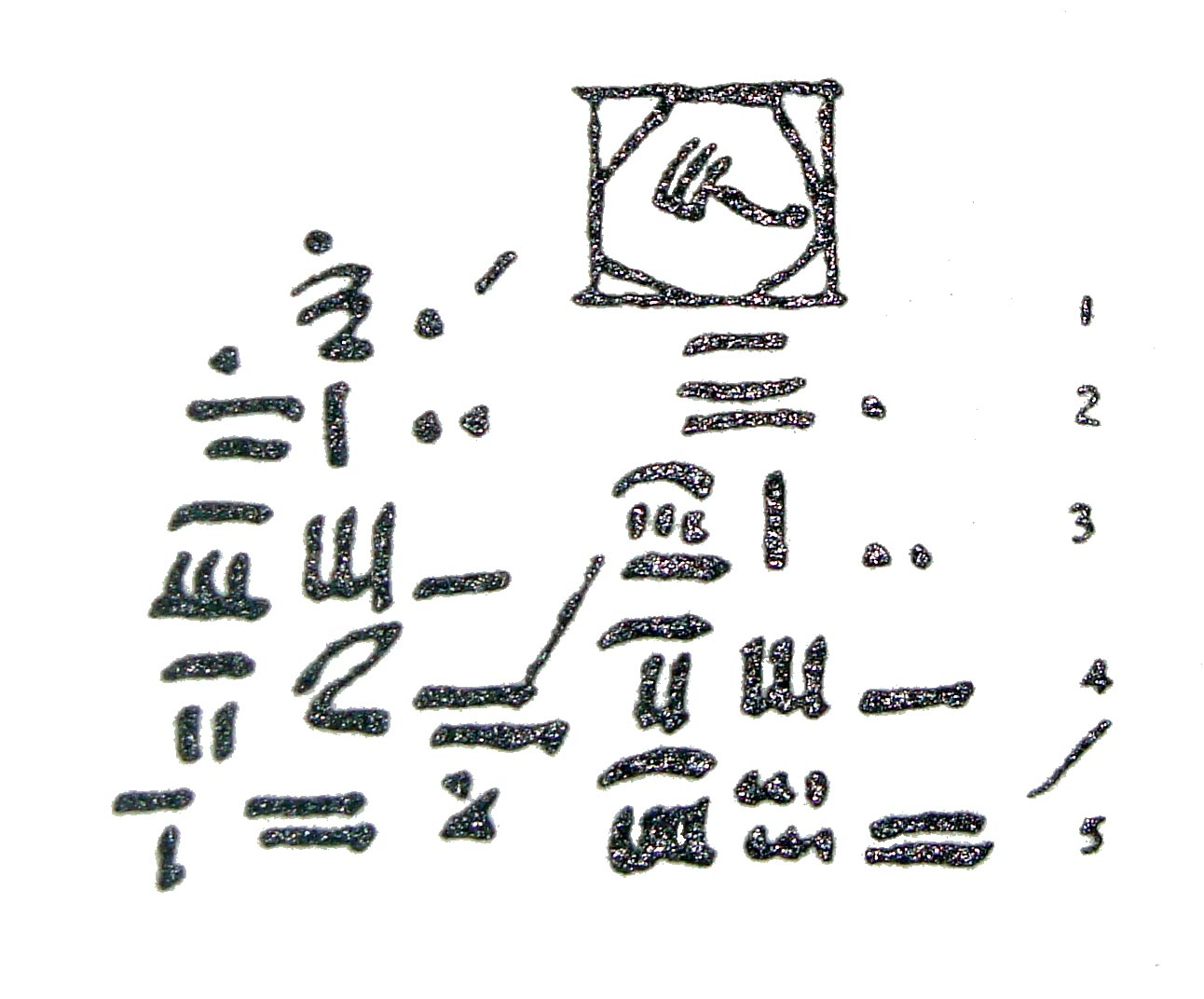
Задача R48 папируса Ахмеса

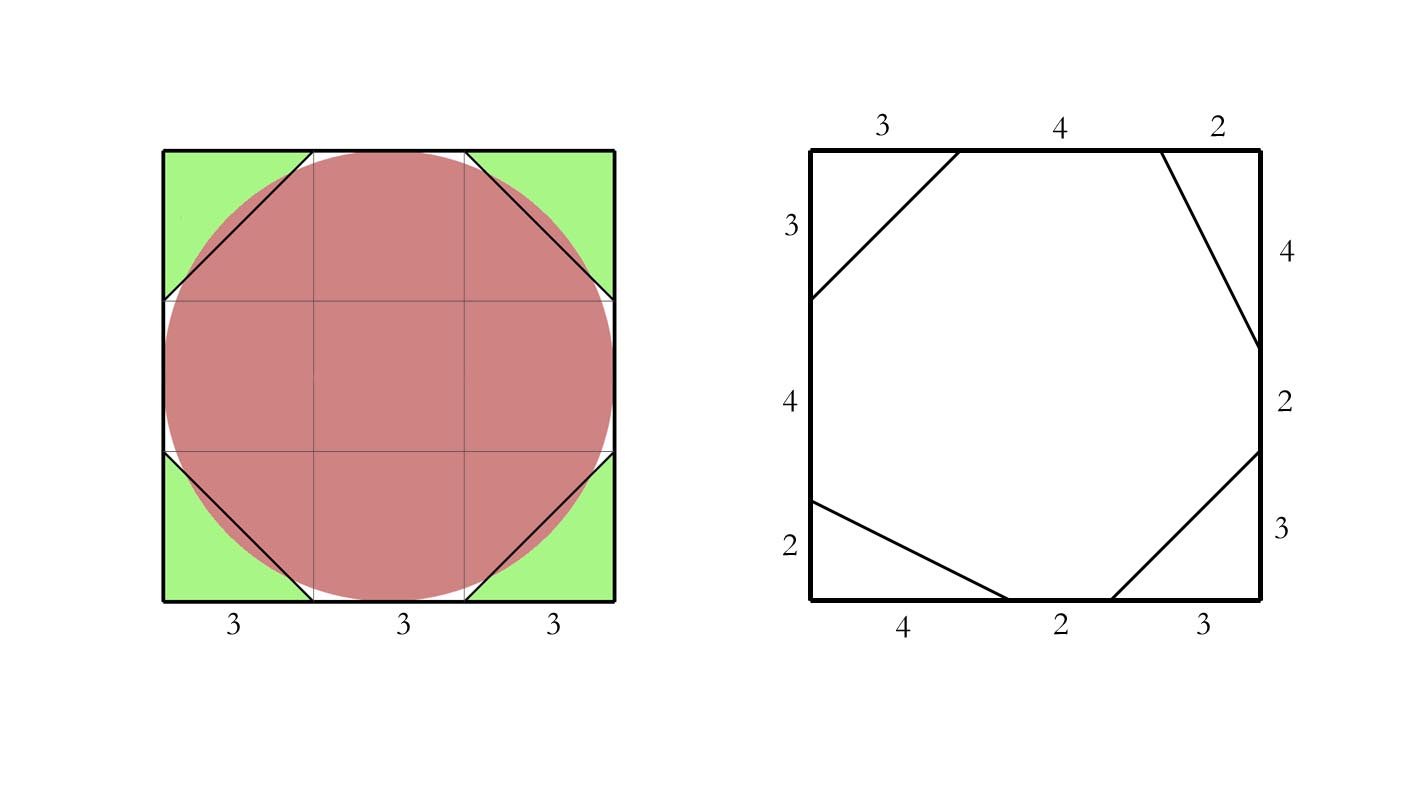
Задача R48: вычисление площади круга. Справа исходный рисунок; слева — рисунок по теории Michel Guillemot

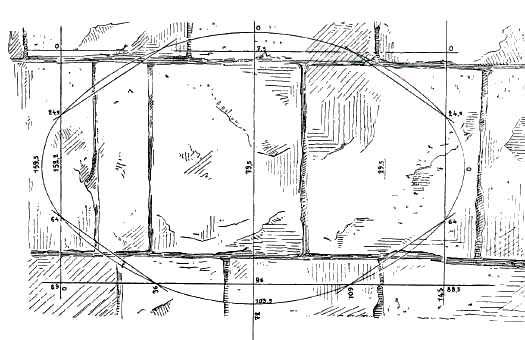
Эллипс изображенный на стене храма в Луксоре (рисунок Людвига Борхардта)

Один сечат или арура (греческое название) равен 100 кв. локтям, то есть составляет 0,28 Га. В реальности это был участок земли не 10 х 10 локтей, а 1 х 100 локтей. Один локоть был равен 52,5 см и, в свою очередь, состоял из 7 ладоней, а каждая ладонь — из 4 пальцев.
Сложность этой задачи заключается в том, что в папирусе к ней не приводится никаких поясняющих текстов. Перед нами только две таблицы цифр и один рисунок. На рисунке изображена фигура, напоминающая восьмиугольник или окружность, вписанная в квадрат.
Согласно одной из теорий на рисунке изображён квадрат, стороны которого равны длине диаметра вписанной окружности. Площадь восьмиугольника вычисляется по формуле: {\displaystyle 9^{2}-2\cdot 3^{2}=63}, в этом случае площадь круга должна составлять 64.
Вторая теория, предложенная Michel Guillemot, более точно объясняет рисунок. Теория утверждает, что на рисунке изображен неправильный восьмиугольник, чья площадь должна быть равна вписанному в квадрат кругу. Площадь такого восьмиугольника ищется по формуле: {\displaystyle 9^{2}-(3^{2}+2\cdot 4)=64}. Но Michel Guillemot пошел дальше и предположил, что древние египтяне имели представление о квадратуре круга и могли строить равновеликий квадрат по площади данного круга.
Людвиг Борхардт нашел очень похожий рисунок на стенах храма в Луксоре.

### Задача № R50
"Есть окружности в 9 хетов. Какова площадь окружности? Нужно вычесть от 9 единицу. Останется 8. Умножьте 8 на 8. Это будет равняться 64. Вот перед вами и ответ - площадь круга равна 64 сечатам. Подробный ход вычисления: "
|   | 1 х 9   | = 9 |
| ✔ | 1/9 х 9 | = 1 |

«После вычитания получается 8».
|   | 1 х 8 | = 8  |
|   | 2 х 8 | = 16 |
|   | 4 х 8 | = 32 |
| ✔ | 8 х 8 | = 64 |

«Площадь круга составляет 64».
1 хет состоял из 100 локтей и равнялся 52,5 м. Один сечат был равен 0,28 Га.
Очевидно, что в данном случае применялась такая формула: {\displaystyle Aire=\left(d-\left({\frac {1}{9}}\right)\cdot d\right)^{2}}. Здесь представляется, что диаметр равен 9 хетам. Однако то же самое можно было написать и иначе: {\displaystyle Aire={\frac {64}{81}}\cdot d^{2}}. Современная формула для вычисления площади круга: {\displaystyle \pi \cdot r^{2}} или {\displaystyle {\frac {\pi \cdot d^{2}}{4}}}. Ученые считают, что египтяне для своего времени достигли больших успехов в математике — они определяли отношение длины окружности к длине её диаметра (или {\displaystyle \pi }) равным {\displaystyle {\frac {256}{81}}}, то есть 3,1605. Это очень близко к истине (число {\displaystyle \pi =3,1415926535897932384626433832795...}). Однако «Задача R50» свидетельствует, что египтяне не знали о существовании константы {\displaystyle \pi }.

### Задача № R51
Пример расчета площади треугольника. Если кто-то говорит вам: "Треугольник имеет «mryt» в 10 хет, а его основание - 4 хета. Какова его площадь?" Вычислить вам нужно половину от 4-х. Затем 10 умножьте на 2. Вот перед вами и ответ.

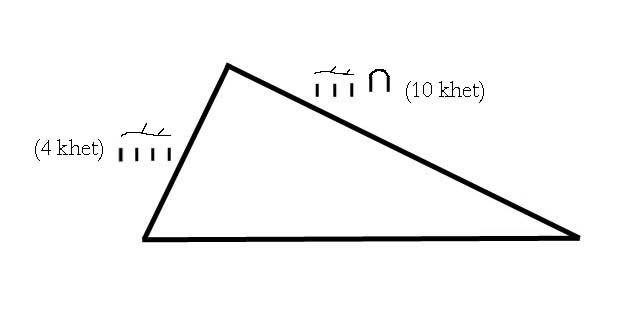
треугольник из задачи R51 папируса Ахмеса

Слово «mryt», вероятно, означает высоту.
Формула египтян идентична современной:

### Задача № R52
Задача R52 посвящена вычислению площади трапеции.

«Какова площадь усеченного треугольника, если его высота — 20 хет, основание — 6 хет, а верхнее основание — 4 хета? Сложите нижнее основание трапеции с верхним. Получите 10. Разделите 10 пополам. А затем 5 умножьте на 20. Помните, что 1 хет = 100 локтей. Посчитайте ваш ответ».

|   | 1 х 1000   | = 1000                 |
|   | 1/2 х 1000 | = 500                  |
|   |            |                        |
|   |            |                        |
| ✔ | 1 х 1000   | = 2000                 |
|   | 2 х 1000   | = 4000                 |
| ✔ | 4 х 1000   | = 8000                 |
|   |            |                        |
|   |            | 10000 (т.е. 100 сечат) |

Это решение можно записать следующей формулой: {\displaystyle A={\frac {1}{2}}\cdot (4+6)\cdot 20}.

### Задача № R56

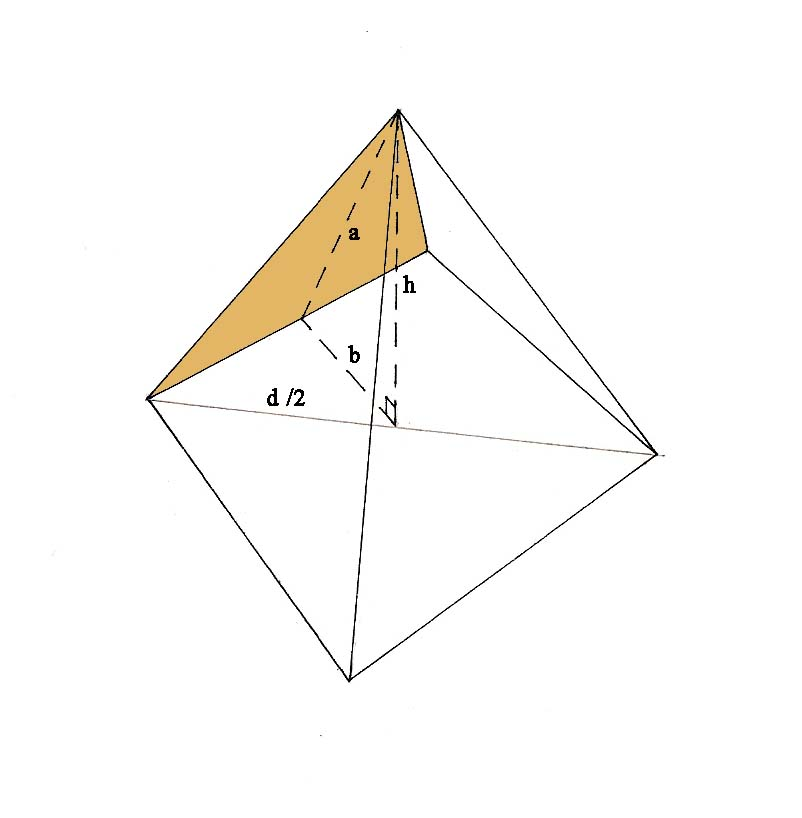
Изображение пирамиды. Вычисление наклона ^{b}/_{h}

Задачи R56, R57, R58 и R59 подробно рассматривают способы вычисления наклона пирамиды.
Древнеегипетский термин «секед» обозначал, с современной точки зрения, котангенс угла (ctg α). В древности он измерялся как длина отрезка по измерительной линейке угломера, который также назвался «секед». Длину измеряли в ладонях и пальцах (1 ладонь = 4 пальца). Математически он находился через отношение половины основания к высоте.

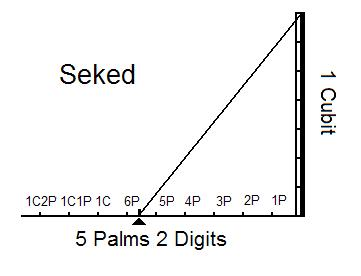
Угломер Секед
(cubit — локоть; palm — ладонь, digit — палец)

«Способ расчёта пирамиды, основание которой составляет 360 локтей, а высота — 250 локтей. Чтобы узнать её секед, ты должен взять половину от 360, она равна 180. Затем ты должен разделить 180 на 250, получаем: 1/2, 1/5, 1/50 локтя (то есть 0,72 локтя). Поскольку локоть — это 7 ладоней, ты должен умножить результат на 7 (=5,04 ладони)».

|  | 1/2 × 7;  | 7/2 = 3 1/2         |
|  | 1/5 × 7;  | 7/5 = 1 1/4 и 1 1/5 |
|  | 1/50 × 7; | 7/50 = 1/10 и 1/25  |

Сегодня при решении этой задачи мы искали бы котангенс угла, зная половину основания и апофему.
В общем виде египетская формула вычисления секеда пирамиды выглядит так: {\displaystyle Seqed={\frac {b}{h}}\cdot 7}, где b — 1/2 основания пирамиды, а h — её высота. Сам угол в градусах можно рассчитать используя обратную тригонометрическую функцию арккотангенса или — по таблице Брадиса.
Соотношение секеда и углов наклона:
| Секед, пальцы | Секед, ладони | Угол, градусы | Шаг в градусах на один палец |
| ------------- | ------------- | ------------- | ---------------------------- |
| 15            | 3,75          | 61,82°        |                              |
| 16            | 4             | 60,26°        | 1,56°                        |
| 17            | 4,25          | 58,74°        | 1,52°                        |
| 18            | 4,5           | 57,26°        | 1,47°                        |
| 19            | 4,75          | 55,84°        | 1,42°                        |
| 20            | 5             | 54,46°        | 1,38°                        |
| 21            | 5,25          | 53,13°        | 1,33°                        |
| 22            | 5,5           | 51,84°        | 1,29°                        |
| 23            | 5,75          | 50,60°        | 1,24°                        |
| 24            | 6             | 49,40°        | 1,20°                        |
| 25            | 6,25          | 48,24°        | 1,16°                        |
| 26            | 6,5           | 47,12°        | 1,12°                        |
| 27            | 6,75          | 46,04°        | 1,08°                        |
| 28            | 7 (=1 локоть) | 45,00°        | 1,04°                        |
| 29            | 7,25          | 43,99°        | 1,01°                        |
| 30            | 7,5           | 43,03°        | 0,97°                        |
| 31            | 7,75          | 42,09°        | 0,94°                        |
| 32            | 8             | 41,19°        | 0,90°                        |
| 33            | 8,25          | 40,31°        | 0,87°                        |
| 34            | 8,5           | 39,47°        | 0,84°                        |
| 35            | 8,75          | 38,66°        | 0,81°                        |

### Задача № R64
Задача № R64 говорит нам о том, что в Древнем Египте применялась в вычислениях арифметическая прогрессия.
"Пример разделения на части. Если кто-то говорит вам: у нас есть 10 хекат пшеницы на 10 человек, но есть разница между ними в 1/8 хеката пшеницы. В среднем это 1 хекат. Вычитаем 1 из 10, получаем 9. Возьмем половину от разницы, т.е. 1/16. Умножим на 9. Далее 1/2 и 1/16 хеката прибавим к среднему значению и вычтем 1/8 хеката у каждого последующего человека. Вот расчеты того, о чем с вами говорим: ".
|  | 1 1/2 1/16       |  |
|  | 1 1/4 1/8 1/16   |  |
|  | 1 1/4 1/16       |  |
|  | 1 1/8 1/16       |  |
|  | 1 1/16           |  |
|  | 1/2 1/4 1/8 1/16 |  |
|  | 1/2 1/4 1/16     |  |
|  | 1/2 1/8 1/16     |  |
|  | 1/2 1/16         |  |
|  | 1/4 1/8 1/16     |  |
|  |                  |  |
|  | 10               |  |

Объяснение:
Задача заключается в том, чтобы поделить 10 хекат пшеницы между 10 людьми. Обозначим людей: H1, H2, H3, H4, H5, H6, H7, H8, H9 и H10. S — это общее количество, то есть 10 хекат пшеницы. N — количество частей. У каждого разное количество хекат. При этом у каждого на 1/8 хекат больше, чем у предыдущего. Пусть H2 = H1 + 1/8, H3 = H2 + 1/8 и т. д., у последнего больше всех пшеницы. Шаг прогрессии составляет R = 1/8.
Находим среднее количество хекат, которое раздается каждому, то есть S/N = 10/10 = 1.
Затем вычислим ту разницу, которая получается при последующем делении. То есть N-1 = 10-1, равно 9. Таким образом R/2 = 1/16, а R/2 * (N-1) = 1/16 * 9 = 1/2 + 1/16. Самое большое количество вычисляется по формуле: R/2 * (N-1) + S/N = 1/2 + 1/16 + 1.
Распределение на 10 частей :
|  | H10 = 1 + 1/2 + 1/16.                  |  |
|  | H9 = H10 - 1/8 = 1 + 1/4 + 1/8 + 1/16  |  |
|  | H8 = H9 - 1/8 = 1 + 1/4 + 1/16         |  |
|  | H7 = H8 - 1/8 = 1 + 1/8 + 1/16         |  |
|  | H6 = H7 - 1/8 = 1 + 1/16               |  |
|  | H5 = H6 - 1/8 = 1/2 + 1/4 + 1/8 + 1/16 |  |
|  | H4 = H5 - 1/8 = 1/2 + 1/4 + 1/16       |  |
|  | H3 = H4 - 1/8 = 1/2 + 1/8 + 1/16       |  |
|  | H2 = H3 - 1/8 = 1/2 + 1/16             |  |
|  | H1 = H2 - 1/8 = 1/4 + 1/8 + 1/16       |  |
|  |                                        |  |
|  | Итог = 10                              |  |

Вполне возможно, что решение этой задачи имело практическое применение.
Можно записать решение в виде формул:
{\displaystyle \ H_{N}=(S/N)+(N-1)*R/2}
{\displaystyle \ H_{n-1}=H_{n}-r}

### Задача № R79
Задача № R79 говорит нам о том, что в Древнем Египте применялась в вычислениях геометрическая прогрессия. Впрочем нам известно только то, что египтяне использовали для прогрессии числа «2» и «1/2», то есть могли получать такие значения как: 1/2, 1/4, 1/8… и 2, 4, 8, 16… Так же остается открытым вопрос о практическом использовании геометрической прогрессии в Древнем Египте.
| ✔ | 1 | 2801  |
| ✔ | 2 | 5602  |
| ✔ | 4 | 11204 |
|   |   |       |
|   | 7 | 19607 |

|  | Домов | 7                                   |
|  | Кошек | 49                                  |
|  | Мышей | 343                                 |
|  | Солод | 2401 (писец по ошибке написал 2301) |
|  | Хекат | 16807                               |
|  |       |                                     |
|  |       | 19607                               |